# Německá pokroková strana (Rakousko)
Německá pokroková strana (německy Deutsche Fortschrittspartei nebo Deutsche fortschrittliche Partei), byla liberálně a nacionalisticky orientovaná politická strana působící od konce 19. století mezi německou populací Rakouska-Uherska, respektive Předlitavska, včetně českých zemí. Navazovala na proud německého liberalismu (tzv. Ústavní strana).

## Historie

### Ústavověrný a liberální politický proud v Předlitavsku
Již od obnovení ústavního systému vlády v 60. letech 19. století se v Rakousku zformoval široký a vlivný politický proud ovlivněný myšlenkami liberalismu a německého národovectví. Tento takzvaný ústavověrný tábor netvořil jednolitou politickou stranu a volně integroval několik specifických politických směrů: staroněmecké tradiční liberály, mladoněmecké liberální národovce nebo provídeňskou a centralistickou Stranu ústavověrného velkostatku. Ústavověrní podporovali ústavní svobody a moderní koncept Rakouska coby centralizovaného sekulárního státu s německou kulturní a jazykovou dominancí.
V celostátním (předlitavském) parlamentu (Říšská rada) ústavověrní často tvořili vícero poslaneckých frakcí. Po volbách do Říšské rady roku 1873 například získala Ústavní strana 218 z celkových 353 parlamentních mandátů. V roce 1878 ale v parlamentu fungoval samostatný Klub levého středu (Strana ústavověrného velkostatku) s 57 členy, staroněmecký Klub levice s 64 členy, mladoněmecký Klub pokroku s 41 členy a kromě toho i Nový klub pokroku, ve kterém zasedalo 22 členů. Dalších 5 poslanců se hlásilo k liberálně orientovanému Klubu demokratů. Po volbách do Říšské rady roku 1879 pak ve vídeňské sněmovně fungovaly dva ústavověrné kluby, a to staroněmecký Klub liberálů s 94 členy a mladoněmecký Klub sjednocené Pokrokové strany s 54 členy. V roce 1881 došlo k pokusu o jejich sjednocení a vznikl poslanecký klub Sjednocená levice (Club der Vereinigten Linken). Ten pak jednotně kandidoval ve volbách do Říšské rady roku 1885 a získal (podle předběžných odhadů ihned po volbách) 129 mandátů. Krátce poté se ovšem rozpadl a v Říšské radě opět fungovalo několik liberálních a národoveckých klubů. V listopadu 1888 došlo k jejich částečné opětovné integraci a vznikl společný parlamentní klub, nazvaný nyní Sjednocená německá levice (Vereinigte Deutsche Linke). Ve volbách do Říšské rady roku 1891 získali jeho kandidáti více než 100 parlamentních křesel.

### Vznik Německé pokrokové strany
Během 90. let se politický život v Předlitavsku proměňoval v souvislosti s rozšiřováním volebního práva a vznikem nových stranických skupin. V této situaci přestávala být udržitelnou dosavadní volná organizační struktura německých ústavověrných a liberálních formací,. Vyostřování národnostních konfliktů v monarchii také vedlo k štěpení mezi stoupenci tradičního liberalismu a radikálnějšími nacionálně orientovanými proudy. Sjednocená německá levice se v této době definitivně rozpadla na několik poslaneckých frakcí. V listopadu 1896 ji opustila většina německých poslanců z Čech, kvůli jejich zásadní opozici vůči politice vlády Kazimíra Badeniho. Tito poslanci ustavili v přípravné fázi vlastní politický klub, jehož předsedou byl zvolen Friedrich Nitsche. K nové formaci se již tehdy přihlásilo 29 poslanců.
Ve volbách do Říšské rady roku 1897 zaznamenal zbytek německého liberálního tábora značné ztráty. O značnou část mandátů ho připravila nacionálně vypjatější Německá lidová strana nebo nacionalističtí radikálové okolo Georga von Schönerera. Po volbách se pak v květnu 1897 transformovalo 33 německých liberálních poslanců do Německé pokrokové strany. Podle jiného zdroje došlo k jejímu vzniku již v roce 1896.
K oficiálnímu vzniku Německé pokrokové strany coby poslaneckého klubu v Říšské radě došlo 6. dubna 1897 ve Vídni. V předsednictvu zasedli Alois Funke, Gustav Gross a Anton Pergelt. Poslanec Friedrich Nitsche pak volbu do předsednictva odmítl. Ke klubu se hlásilo 30 poslanců, přičemž u několika dalších se to očekávalo. Podle zdroje z května 1897 měl poslanecký klub Německé pokrokové strany na Říšské radě 43 členů. Jako jeho předsedové působili Alois Funke, Gustav Gross a Anton Pergelt.

### Působení Německé pokrokové strany v politickém systému
Hlavním rozdílem Německé pokrokové strany oproti předchozím liberálním skupinám bylo to, že nyní již nešlo jen o volný světonázorový parlamentní klub, ale o moderní politickou stranu s formální organizační strukturou. Programově navazovala na mladoněmecký liberalismus. Zastávala se zájmů středních vrstev i rolníků. Mezi její stoupence a voliče patřily vyšší střední vrstvy, podnikatelé a inteligence, zejména advokáti a vysokoškolští pedagogové. Strana odmítala antisemitismus a mezi její stoupence náleželi četní židé.
Podobně jako mladočeši v českém táboře musela Německá pokroková strana čelit rostoucí konkurenci od nových ideologicky i stavovsky definovaných stran. Šlo zejména o Německou lidovou stranu a Křesťansko-sociální stranu. Tyto formace již ve volbách v roce 1897 dosáhly značných úspěchů na úkor německých liberálů v alpských i českých zemích.
Ve volbách do Říšské rady roku 1901 dosáhla Německá pokroková strana zisku 31 mandátů, zatímco Německá lidová strana jich získala 48, čímž se stala nejsilnější parlamentní skupinou reprezentující rakouské Němce. V českých zemích si Německá pokroková strana udržela těsně pozici nejsilnějšího německého politického subjektu.
Další zeslabení vlivu Německé pokrokové strany nastalo po zavedení všeobecného a rovného volebního práva, podle kterého se poprvé volilo ve volbách do Říšské rady roku 1907. V Čechách tehdy získala jen šest mandátů, na Moravě o něco výraznějších osm mandátů. Strana nedokázala zejména podchytit nižší střední vrstvy a živnostníky. Do parlamentu se celkově dostalo jen 20 kandidátů Německé pokrokové strany. Podobně slabé zastoupení měla strana i po volbách do Říšské rady roku 1911, v nichž v Čechách získala jen 4 mandáty, na Moravě 6 a ve Slezsku 2 mandáty.
Po volbách v roce 1911 pak němečtí liberálové přistoupili na Říšské radě k parlamentní frakci Deutscher Nationalverband (Německý národní svaz), do které kromě nich patřila i Německá lidová strana, Německá agrární strana a Deutschradikale Partei. Šlo o volnou alianci nesocialistických a sekulárních stran.
Po rozpadu Rakouska-Uherska se pokrokový politický proud zorganizoval v Československu jako Německá demokratická svobodomyslná strana, která patřila k menším německým politickým stranám, ale udržovala si jistý vliv mezi velkoměstskými a židovskými voliči a v kruzích podnikatelů a intelektuálů.

## Volební výsledky

### Říšská rada
| Volby | Hlasy   | Hlasy | Mandáty | Mandáty | Pozice |
| Volby | Abs.    | %     | Abs.    | ±       | Pozice |
| ----- | ------- | ----- | ------- | ------- | ------ |
| 1901  | 75 190  | 7.2   | 35/425  | ▼8      | 4.     |
| 1907  | 103 315 | 2.2   | 19/516  | ▼16     | ▼9.    |
| 1911  | 71 114  | 1.6   | 25/516  | ▲6      | ▲4.    |

### Český zemský sněm
| Volby | Hlasy  | Hlasy | Mandáty | Mandáty | Pozice |
| Volby | Abs.   | %     | Abs.    | ±       | Pozice |
| ----- | ------ | ----- | ------- | ------- | ------ |
| 1901  | 24 587 | 10.2  | 26/242  | ▼28     | ▬3.    |
| 1908  | 18 728 | 4.7   | 19/242  | ▼7      | ▼5.    |

## Členové klubu Německé pokrokové strany na Říšské radě

### Členové k dubnu 1897
- K 6. dubnu 1897 celkem 30:[9] Nitsche Friedrich, Knoll Rudolf, Groß Gustav, Funke Alois, Habermann Josef, Pfersche Emil, Nowak Gustav, d'Elvert Heinrich, Kirschner Josef, Steiner Anton, Stöhr Anton, Röhling Karl, Günther Wenzel, Roser Franz Moritz, Menger Max, Fournier August, Peschka Franz, Größl Wenzel, Pergelt Anton, Bendel Josef, Bohaty Adolf, Glöckner Adolf, Schücker Zdenko, Herbst Ernst, Hofmann Vinzenz, Wrabetz Karl, Noske Konstantin, Kopp Josef, Peez Alexander, Götz Leopold + Russ Victor Wilhelm (vstup očekáván), Hübner Viktor a Tittinger David (vstup nevyloučili).